# Katholische Kirche Zollhaus
Die katholische Kirche Zollhaus ist eine Marienkirche in Hahnstätten-Zollhaus im rheinland-pfälzischen Rhein-Lahn-Kreis.
Die Kirche steht in der Schliem, der Straße zwischen Hahnstätten und Katzenelnbogen, wurde 1925–1929 erbaut und 1929 geweiht. Das Patrozinium ist Mariä Empfängnis, der 8. Dezember.  Die Kirche gehört zusammen mit den beiden katholischen Kirchen in Katzenelnbogen und Pohl zum Pastoralen Raum Katzenelnbogen des Bistums Limburg.
Das Innere der Kirche ist dem Barockstil nachempfunden und enthält einen Hochaltar und eine Nachbildung der Wiener Madonna (auch Riemenschneider Madonna) von Tilman Riemenschneider und einen holzgeschnitzten Kreuzweg mit 15 Bildern, von denen 14 den Leidensweg Jesu und ein Bild die Auferstehung zeigen. An der Stelle des heutigen Pfarrhauses stand bis 1947/1948 eine Kapelle, die abgerissen wurde. Die Glocke dieser Kapelle hängt heute in der Kirche.
Zum Einzugsgebiet der Pfarrvikarie Zollhaus gehören ca. 1000 Katholiken der Orte Hahnstätten, Burgschwalbach, Mudershausen, Schiesheim sowie Oberneisen, Lohrheim, Netzbach und Kaltenholzhausen.